# 14. september (avis)
 For alternative betydninger, se 14. september (flertydig). (Se også artikler, som begynder med 14. september)
14. september var en avis som blev udgivet på Færøerne 1947–1994.
Den fungerede som Tjóðveldisflokkurins partiavis og talerør. Avisens navn skyldes, at folkeafstemningen om løsrivelse i 1946 fandt sted den 14. september. Folkeavstemningen gav et spinkelt flertal for uafhængighed fra Danmark, men resultatet blev underkendt af Folketinget af indstilling fra den danske regering, hvilket førte til stiftelsen af Tjóðveldisflokkurin i 1948. Kredsen af venstreorienterede nationalister, der senere dannede Tjóðveldisflokkurin, begyndte dog at udgive 14. september allerede i 1947 med Dánjal Pauli Danielsen som første redaktør. Avisen gik ind under finanskrisen i 1994.

## Redaktører
- Hergeir Nielsen 1992–1994
- Finnbogi Ísakson 1991–1993
- Karin Kjølbro 1983–1984
- Leivur Hansen 1978–1980
- Ólavur Michelsen 1976–1978
- Erlendur Patursson 1973–1976
- Ólavur Michelsen 1960–1973
- Erlendur Patursson 1949–1962
- Dánjal Pauli Danielsen 1947–1949